# DREAMS COME TRUE MUSIC BOX Vol.4 - SUMMER BREEZE -
『DREAMS COME TRUE MUSIC BOX Vol.4 - SUMMER BREEZE -』（ドリームズカムトゥルー ミュージックボックス ボリュームフォー サマーブリーズ）は、2009年7月8日にリリースされたDREAMS COME TRUEの公式オルゴールアルバムである。

## 概要
- DREAMS COME TRUE公式オルゴールアルバム第4弾。
- 今作からはCDショップでも買えるようになった。
- DREAMS COME TRUEの夏の曲を集めている。

## 収録曲
1. サンキュ.
2. 7月7日、晴れ
3. あの夏の花火
4. 星空が映る海
5. SUNSHINE
6. うれしはずかし朝帰り
7. いつのまに
8. 銀河への船
9. よろこびのうた
10. SWEET SWEET SWEET
11. 高く上がれ！